# ذا واكينغ ديد: رود تو سورفايفل
ذا واكينغ ديد: رود تو سورفايفل (بالإنجليزية: The Walking Dead: Road to Survival)‏ ، هي لعبة فيديو إلكترونية من نوع تقمص الأدوار، أنتجت سنة 2015م وتعمل على أنظمة التشغيل للهواتف الذكية لنظامي آي أو إس التابع لشركة آبل الأمريكية ومتجر أندرويد التابع لشركة غوغل الأمريكية.